# Писту
Писту́ (по-провансальски: pisto (классический) или pistou (мистральский), произносится [ˈpistu]), или pistou sauce — провансальский холодный соус, приготовленный из чеснока, свежего базилика и оливкового масла, а иногда и миндаля, панировочных сухарей или картофеля. Напоминает лигурийский соус песто, но в нём отсутствуют кедровые орехи (вместо этого он может включать миндаль) и сыр, хотя некоторые современные версии могут его включать.

## Этимология и история
Le pistou происходит от окситанского pistar, «толкать». Термин «pistou» на провансальском языке обозначает пестик ступки, которая используется для приготовления соуса.
Соус похож на генуэзский песто, который традиционно готовится из чеснока, базилика, кедровых орехов, тёртого Пекорино Сардо и оливкового масла, измельченных и смешанных пестиком в ступке. Ключевое различие между писту и песто — отсутствие в писту сыра.

## Использование

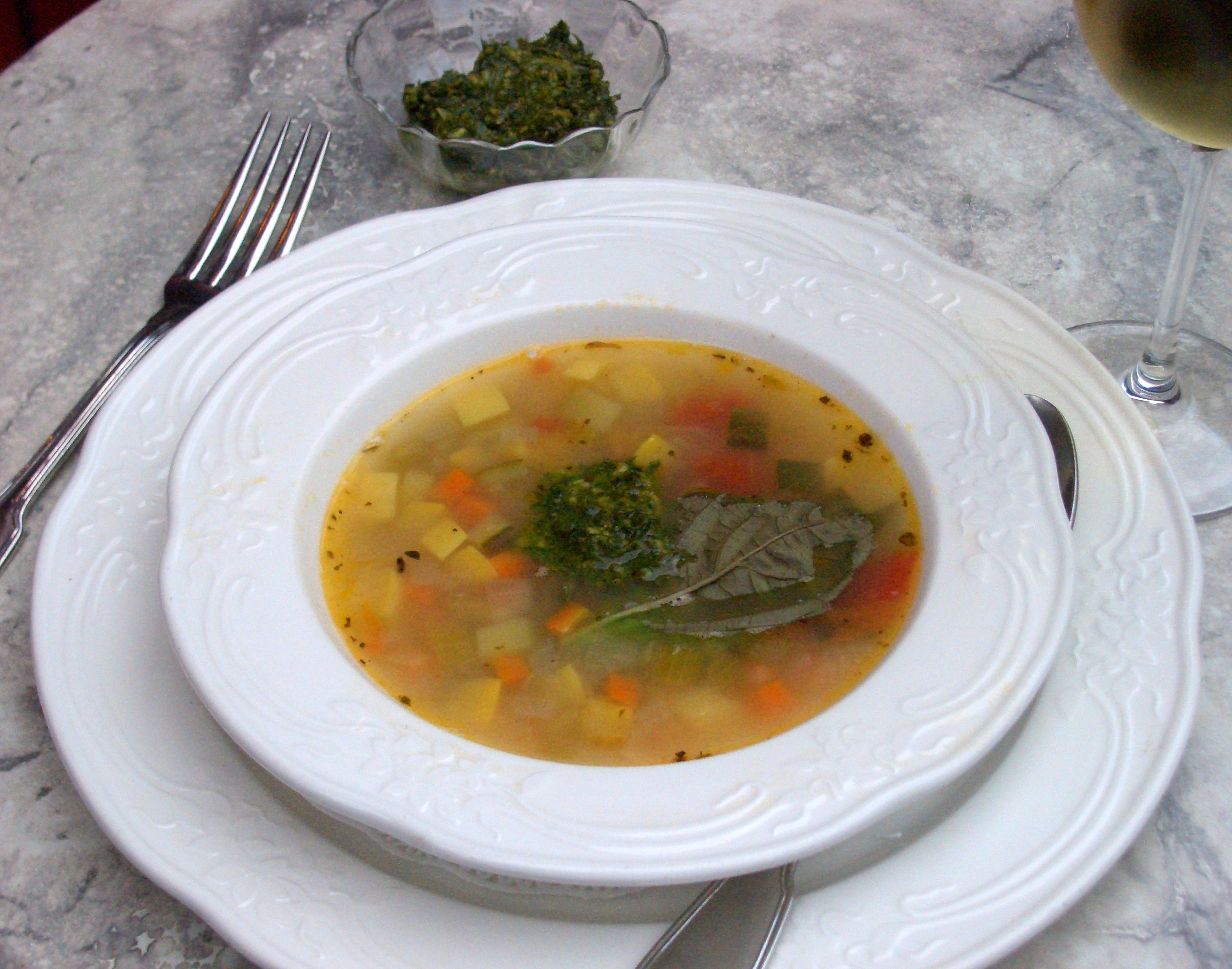
Soupe au pistou (Суп писту)

Писту — типичная приправа из региона Прованс во Франции, чаще всего ассоциируемая с провансальским блюдом soupe au pistou, которое напоминает минестроне и может включать в себя белую фасоль, зелёную фасоль, помидоры, тыкву, картофель и макароны. Писту добавляют в суп непосредственно перед подачей на стол.
В Ницце используют сыр Грюйер. В некоторых регионах используют сыр пармезан или Конте, а на Корсике овечий сыр. Какой бы сыр ни использовался, «тягучий» сыр не желателен, так как, когда он плавится в горячей жидкости (как, например, в супе писту), он не превращается в длинные пряди.

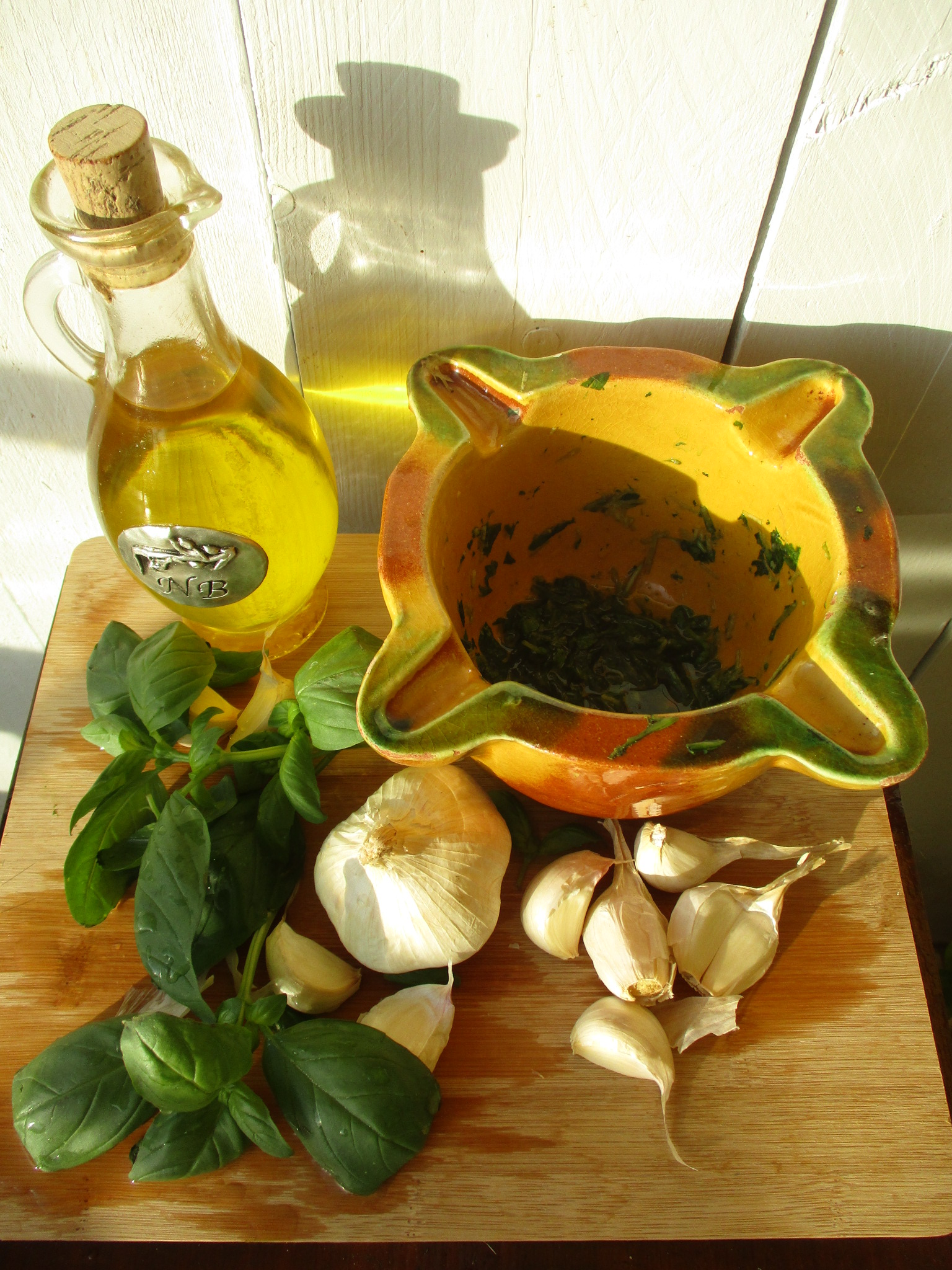
Ингредиенты для писту
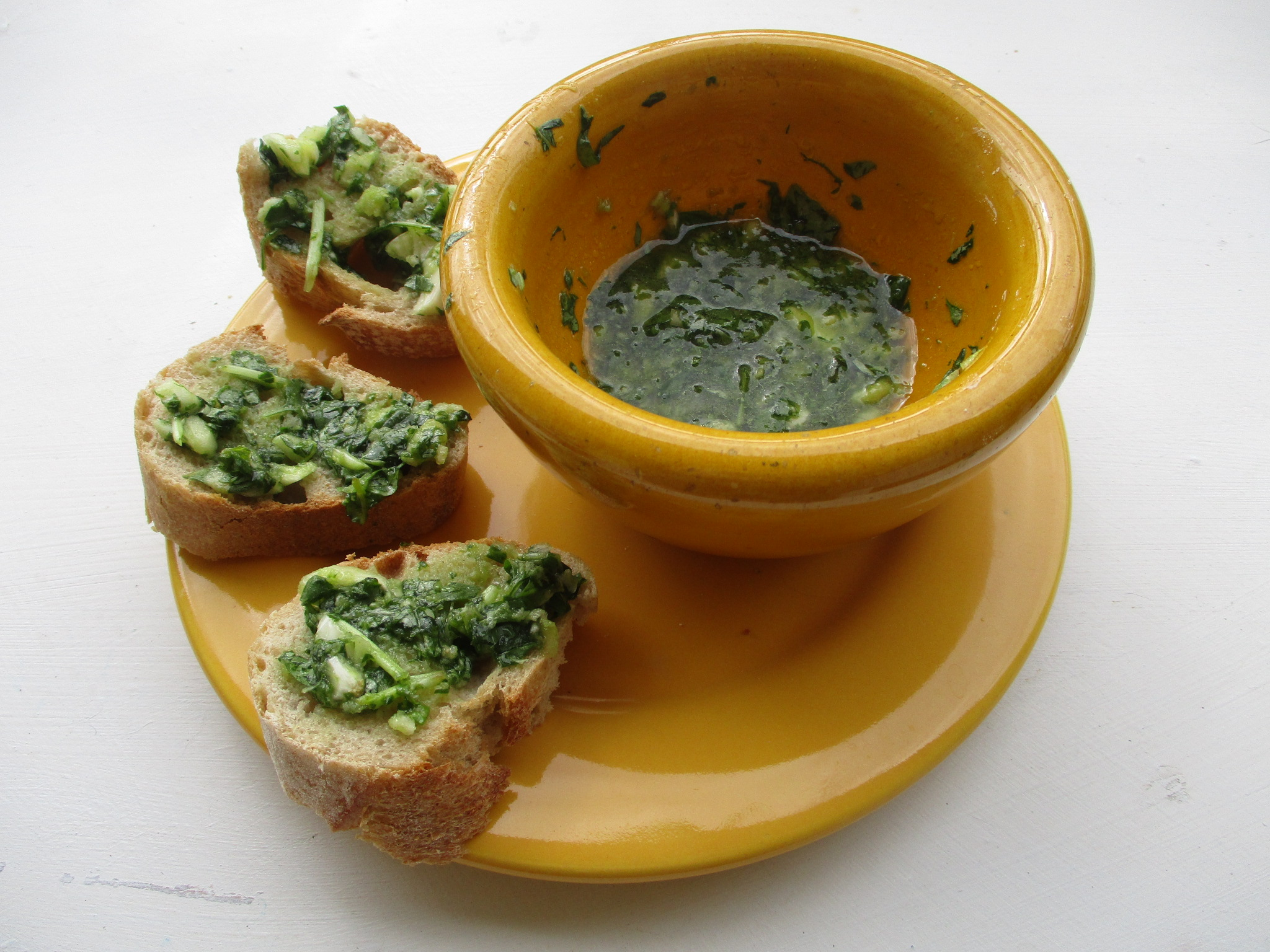
Писту на хлебе
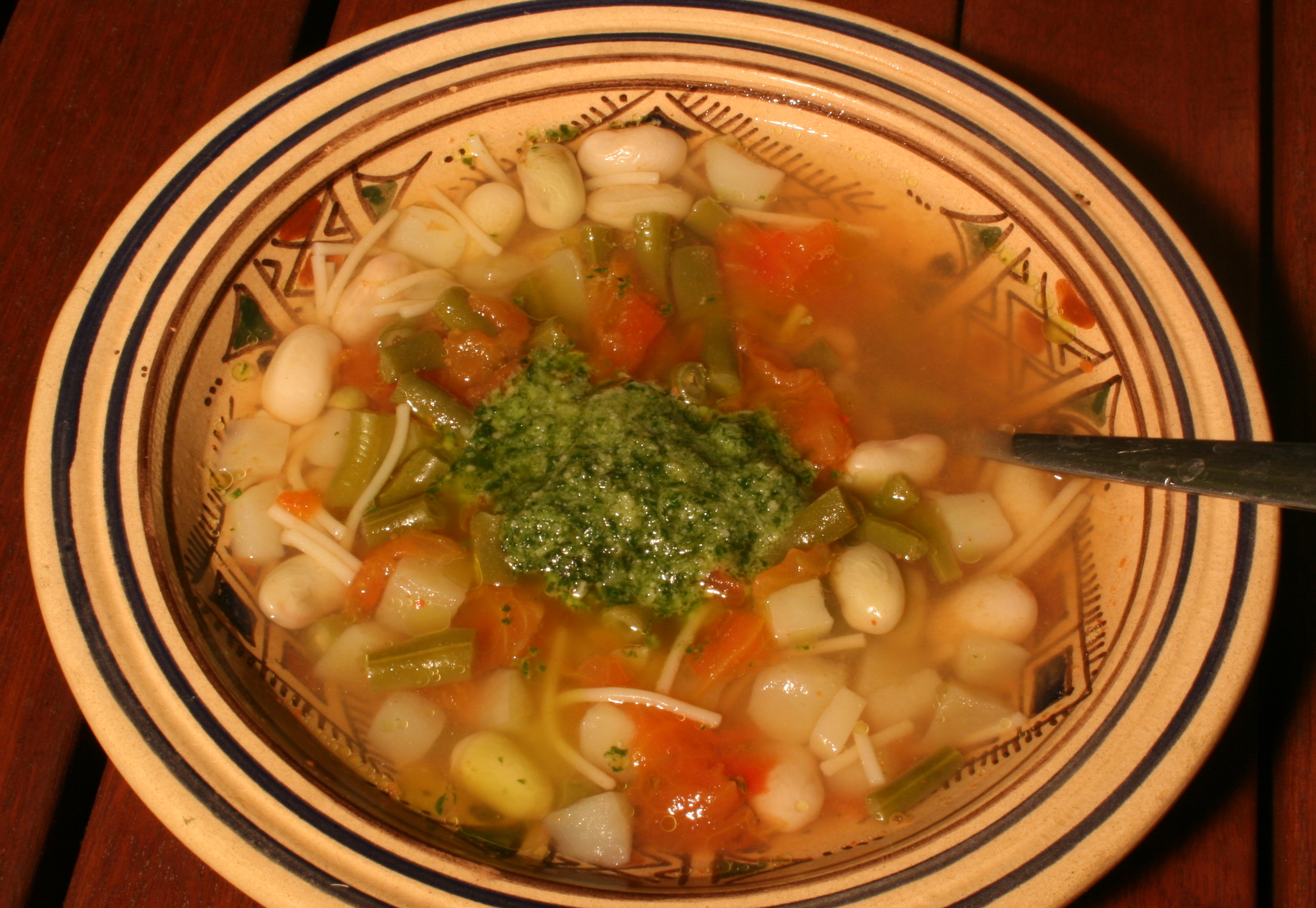
Суп писту